# Sekuła (Siedlce)
Sekuła – dzielnica mieszkaniowa w Siedlcach, leżąca w południowej części miasta. Rozciąga się wzdłuż ul. Domanickiej, przy Lesie Sekulskim i obwodnicy Siedlec. Dawniej osiedle bądź folwark.
Przez Sekułę przebiega odcinek Siedlce Południe – Malinowiec autostrady A2. 

## Historia
Pierwsza wzmianka o istnieniu Sekuły pojawia się pod koniec XIX w. Zapisana została jako jedno z osiedli Siedlec. Niektóre źródła wskazują, że Sekuła jako folwark należała do przodków ks. Adama Skwarczyńskiego.
Podczas II wojny światowej w Lesie Sekulskim hitlerowcy rozstrzeliwali polskich żołnierzy.

## Literatura
Sekuła pojawiła się w Przedwiośniu Stefana Żeromskiego jako staw Sekuła. Jadwiga Barykowa, matka głównego bohatera, wychowała się i wspominała dawną Sekułę pod Siedlcami.